# Apple A13
El Apple A13 Bionic es un SoC ARM de 64 bits, diseñado por Apple Inc. Aparece en el iPad (9.ª generación), iPhone 11, 11 Pro/Pro Max y el iPhone SE (2.ª generación). Apple afirma que los dos núcleos de alto rendimiento son un 20% más rápidos con un 30% menos de consumo de energía que los de Apple A12, y los cuatro núcleos de alta eficiencia son un 20% más rápidos con un 40% menos de consumo de energía que los A12.

## Diseño
El Apple A13 Bionic presenta una CPU de seis núcleos de 64 bits diseñada por Apple que implementa ARMv8.4-A ISA, con dos núcleos de alto rendimiento que funcionan a 2.65 GHz llamado Lightning y cuatro núcleos energéticamente eficientes llamados Thunder. Los núcleos Lightning cuentan con aceleradores de aprendizaje automático llamados bloques AMX. Apple afirma que los bloques AMX son seis veces más rápidos en la multiplicación de matrices que los núcleos Vortex de Apple A12. Los bloques AMX son capaces de realizar hasta un billón de operaciones de precisión simple por segundo.
El A13 integra una unidad de procesamiento de gráficos (GPU) de cuatro núcleos diseñada por Apple con un rendimiento de gráficos un 20% más rápido y un consumo de energía un 40% menor que el A12. Apple afirma que el hardware de red neuronal dedicado de ocho núcleos Neural Engine de su A13 es un 20% más rápido y consume un 15% menos de energía que el A12.
Es fabricado por TSMC en su N7P de 7 nm de segunda generación (no debe confundirse con '7 nm+' o 'N7+'), y contiene 8.500 millones de transistores.
| SoC                                 | A13 (7 nm mejorado) | A12 (7 mn) |
| ----------------------------------- | ------------------- | ---------- |
| Nodo de proceso                     | TSMC N7P            | TSMC N7    |
| Dado total                          | 98,48               | 83,27      |
| Gran núcleo                         | 2,61                | 2,07       |
| Núcleo pequeño                      | 0,58                | 0.43       |
| Complejo de CPU (incluidos núcleos) | 13.47               | 11.16      |
| Núcleo de GPU                       | 3,25                | 3,23       |
| Total de GPU                        | 15.28               | 14,88      |
| NPU                                 | 4.64                | 5.79       |

## Productos que incluyen el Apple A13 Bionic
- iPhone 11
- iPhone 11 Pro y 11 Pro Max
- iPhone SE (segunda generación)
- iPad (9 generación)